# Juan Gabriel Vásquez
Juan Gabriel Vásquez Velandia (* 1. ledna 1973, Bogotá) je kolumbijský spisovatel, novinář a překladatel. Jeho nejznámějším dílem je román Hluk padajících věcí.

## Život
Juan Gabriel Vásquez se narodil prvního ledna 1973 do rodiny právníků a vášnivých čtenářů. Psaní jej začalo bavit už v dětství, v osmi letech přispíval do školního časopisu. Během dospívání se blíže seznámil s anglosaskou literaturou a s dílem autorů tzv. latinskoamerického boomu, např. Gabriela Garcíi Márqueze a Maria Vargase Llosy.
Po vzoru svých rodičů vystudoval v Bogotě práva, zároveň se stále prohluboval jeho zájem o literaturu. Ještě během studií se úspěšně zúčastnil několika literárních soutěží pro začínající spisovatele.
Krátce po dokončení práv v roce 1996 odjel do Paříže, kde na Sorbonně studoval doktorát v oboru latinskoamerické literatury. Jeho skutečným cílem však bylo stát se spisovatelem. Během pobytu v Paříži napsal své první dva romány.
Začátkem roku 1999 pocítil silnou tvůrčí krizi a odešel z Paříže na venkov do belgických Arden, kde se věnoval četbě a žil prostým životem spolu s místními lidmi. Své zdejší zkušenosti později promítl do povídkové knihy Los amantes de Todos los Santos. Během pobytu v Ardenách objevil autory, kteří silně ovlivnili jeho další tvorbu a způsob psaní románů, např. Josepha Conrada.
Koncem roku 1999 se Vásquez oženil a přestěhoval do Barcelony. Pracoval jako redaktor v časopisech a nakladatelstvích, překládal, psal eseje a také publikoval další tři romány, které měly příznivou odezvu u kritiky i čtenářů. Poslední z nich – El ruido de las cosas al caer (Hluk padajících věcí) z roku 2011 – je považován za jednu z nejvýraznějších kolumbijských knih posledních dekád.
V roce 2012 se Vásquez se svou rodinou vrátil do Bogoty a pokračoval v úspěšné literární dráze. Vydal další romány a knihu povídek, psal sloupky pro kolumbijská periodika, ale například i pro španělský El País či britský Guardian. Také přeložil do španělštiny novelu Srdce temnoty Josepha Conrada.

## Dílo

### Romány
- Persona (1997)
- Alina suplicante (1999)
- Los informantes (2004)
- Historia secreta de Costaguana (2007)
- El ruido de las cosas al caer (2011; česky Hluk padajících věcí, 2015)
- Las reputaciones (2013; česky Reputace, 2017)
- La forma de las ruinas (2015)

### Povídky
- Los amantes de Todos los Santos (2001)
- Canciones para el incendio (2018)

### Eseje
- Joseph Conrad. El hombre de ninguna parte (2004)
- El arte de la distorsión (2009)
- La venganza como prototipo legal alrededor de la Ilíada (2011)
- Viajes con un mapa en blanco (2017)